# Björn Joppe
Björn Joppe (* 13. Dezember 1978 in Wuppertal) ist ein ehemaliger deutscher Fußballspieler und heutiger -trainer. Er hatte in seiner Spielerkarriere drei Einsätze in der Fußball-Bundesliga, 19 Einsätze in der 2. Bundesliga.

## Fußballerleben
Der in Wuppertal geborene 1,90 m große Abwehr- und Mittelfeldspieler verbrachte Jugendjahre linksrheinisch bei Bayer Uerdingen. Als Siebzehnjähriger wechselte er zum Wuppertaler SV in die Fußball-Oberliga Nordrhein, um sich ein Jahr später dem VfL Bochum anzuschließen. In Bochum brachte er es in den sieben Jahren zwischen 1996 und 2003 auf 102 Einsätze in der Zweiten Mannschaft und wurde in fünf Jahren, in denen er zum Bundesliga-Kader gehörte, zu 10 Bundesliga-Einsätzen berufen, davon einmal als Einwechselspieler.
2003 schlossen sich eine Saison in Berlin beim 1. FC Union in der 2. Fußball-Bundesliga an mit insgesamt 12 Einsätzen. Danach ging es 2004 zum VfL Osnabrück in die 2. Liga respektive Regionalliga (damals 3. Liga) und in 61 Spielen konnte Joppe auch 13 Torerfolge verbuchen.
2006 erfolgte dann ein Wechsel in den Ostalbkreis nach Württemberg zum VfR Aalen. Nach der dritten schweren Verletzung endete die Karriere nach drei Monaten in Aalen. Doch rief mit den Sportfreunden Schwäbisch Hall noch einmal Baden-Württemberg, wo er als Spielender Co-Trainer noch ein paar Einsätze in der Verbandsliga verbuchte.
Joppe hatte sich auf mehreren seiner Stationen auch fußballerisch weitergebildet und Trainerscheine erworben. Schwäbisch Hall bot dann die erste Trainerstation im Jugendbereich. Nach der endgültigen Rückkehr nach Wuppertal schloss sich noch eine unbestimmte Zeit als Spielertrainer beim SV Jägerhaus Linde im Ortsteil Linde an. 2015 spielt die von Joppe betreute 1. Herrenmannschaft in der Kreisklasse A.
Zur Saison 2018/19 kam Joppe als Nachwuchskoordinator zum 1. FC Lokomotive Leipzig, zeichnete kurzzeitig für die A-Junioren des Vereins verantwortlich, bevor er Ende September 2018 als Nachfolger von Heiko Scholz Cheftrainer der Regionalligamannschaft des Klubs wurde. Im Dezember desselben Jahres wurde er Teamchef, nachdem Rainer Lisiewicz als neuer Trainer verpflichtet worden war. Das Amt des Teamchefs legte er Ende Oktober beim nach elf Spielen auf dem 2. Tabellenplatz stehenden Klub aus persönlichen Gründen nieder. Zum Start der Saison 2020/21 übernahm er den Trainerposten beim niedersächsischen Oberligisten TuS Bersenbrück, nachdem die Mannschaft in ihrer Staffel nach dem 8. Spieltag mit vier Punkten nur auf dem vorletzten Platz stand, trennte sich der Verein wieder von ihm.
Im Dezember 2022 übernahm Joppe den KFC Uerdingen 05 in der fünftklassigen Oberliga Niederrhein. Dieser stand nach 19 Spielen der Saison 2022/23 auf dem 2. Platz und hatte 7 Punkte Rückstand auf den Aufstiegsplatz. Nach nur zwei Siegen in sieben Partien, in denen Joppe aufgrund von Schiedsrichterbeleidigungen zwei Platzverweise erhalten hatte, wurde er nach einer 1:4-Heimniederlage gegen St. Tönis bereits nach wenigen Wochen wieder entlassen. Am 24. Oktober 2023 gab der abstiegsbedrohte Regionalligist Rot Weiss Ahlen Joppes Verpflichtung als neuen Trainer bekannt.

## Privatleben
Joppe war verheiratet und hat einen Sohn und eine Tochter.